# Рони Ван Зант
Роналд Уейн „Рони“ Ван Зант (на английски език – Ronald Wayne „Ronnie“ Van Zant) е американски музикант и певец, вокалист и един от основателите на южняшката рок група Lynyrd Skynyrd. Рони е по-голям брат на основателя и вокалист на друга рок група – 38 Special – Дони Ван Зант, и на водещия вокал на Lynyrd Skynyrd – Джони Ван Зант, който го наследява след като групата се възстановява през 80-те години на ХХ век.

## Биография
Роден е и израства в Джаксънвил, щата Флорида, в семейството на Лейси (1915 – 2004) и Мариън (1929 – 2000) Ван Зант. В младежките си години Рони опитва да се занимава с много неща, преди да открие любовта си към музиката. Той дори опитва да стане боксьор (като един от идолите си – Мохамед Али), както и да играе професионален бейзбол. Има дори желание да стане професионален автомобилен състезател, подобно на друга легенда от родния му Джексънвил – Ли Рой Яарбро (загинал през 1984 г.).

## Lynyrd Skynyrd
Ван Зант сформира Lynyrd Skynyrd в края на лятото на 1964 г., заедно със съучениците си Алън Колинс (китара), Гари Розингтън (китара), Лари Юнстром (бас), и Боб Бърнс (барабани). Името на групата идва от името на учителят им от гимназиалната фитнес зала – Ленърд Скинър (на английски: Leonard Skinner), който не одобрявал учениците от мъжки пол да бъдат с дълги коси.
Национално предствяне групата получава през 1973 година, когато на бял свят се появява дебютният им албум, в който има няколко хита, които бързо стават любими на феновете, включително:"I Ain't the One", „Tuesday's Gone“, „Gimme Three Steps“, „Simple Man“, както и песента „Free Bird“, която той по-късно посвещава посмъртно на китариста на The Allman Brothers Band – Дуейн Олмън, който загива при инцидент с мотоциклет през 1971 година.
Най-големият хит сингъл на Lynyrd Skynyrd е „Sweet Home Alabama“, който е част от втория албум на групата. „Sweet Home Alabama“ е отговор на песните на Нийл Йънг „Алабама“ и „Southern Man“.

## Личен живот
Ван Зант се жени за Надин Инкое на 2 януари 1967 г., като двамата имат дъщеря, Тами (родена 1968 г.), преди да се разведат през 1969 година. Скоро след развода той се жени за Джуди Дженис през 1972 година, като брака им остава до смъртта му през 1977 година. От този брак двамата имат една дъщеря – Мелъди (родена през 1976 г.).
Рони Ван Зант е харесвал много бейзбола, симпатизирайки на Ню Йорк Янкис и Чикаго Уайт Сокс.

## Гибел
На 20 октомври 1977 г., „бандата“ пътува от Грийнвил, Южна Каролина към Батън Руж, Луизиана, като по пътя самолета с който летят – Convair CV-300 се разбива близо до Гилсбърг, Мисисипи. Преди самолетът да падне пътниците са били информирани за проблеми с един от двигателите на самолета, като им е казано, да се приготвят за аварийно кацане. Ван Зант загива при аварийното кацане, след като самолета се удря в едно дърво. Колегите му Стив Гейнс, Каси Гейнс, асистент-мениджъра на групата Дийн Килпатрик, пилота Уолтър Макрейри, и вторият пилот Уилям Грей също загиват. Останалите членове на бандата оцеляват, въпреки че всички те са сериозно ранени.
Според бившият му колега Артимус Пайл и други членове на семейството, Рони Ван Зант често е обсъждал неговата смърт. Пайл си спомня момент, от турнето на Lynyrd Skynyrd в Япония: "Рони и аз бяхме в Токио, и Рони ми каза, че той няма да доживее до тридесетте, а аз му казах: „Рони, не говори така, но човек не знае съдбата си“.
След смъртта на Рони, по-малкият му брат, Джони Ван Зан пое да бъде вокалист, когато групата се събира отново през 1987 г.
Ван Зант е погребан в Ориндж Парк, Флорида през 1977 г., но е бил преместен, след като вандали разбиват неговате и на Стив Гейнс гробници, на 29 юни 2000 г., а тленните му останки са преместени близо до гроба на баща му и майка му в Джаксънвил.